# Pitcairnia cylindrostachya
Pitcairnia cylindrostachya är en gräsväxtart som beskrevs av Lyman Bradford Smith. Pitcairnia cylindrostachya ingår i släktet Pitcairnia och familjen Bromeliaceae. Inga underarter finns listade i Catalogue of Life.